# Perfluormethoxybutansäure
Die Perfluormethoxybutansäure (PFMOBA) ist eine chemische Verbindung, die zu den Perfluoralkylethercarbonsäuren (PFECA) und damit zu den per- und polyfluorierten Alkylverbindungen (PFAS) gehört.
In Kanada ist sie Teil des Trinkwasser-Höchstwerts. In menschlichem Sperma wurde sie bisher nicht gefunden.